# Sextil Pușcariu
Sextil Iosif Pușcariu (Brașov, 4 gennaio 1877 – Bran, 5 maggio 1948) è stato un linguista, filologo e politico rumeno.

## Biografia
Sextil Pușcariu nacque a Brașov (Transilvania), all'epoca della sua nascita territorio di lingua rumena incorporato nel regno d'Ungheria dell'Impero austro-ungarico. Fece studi universitari in Germania, all'Università di Lipsia (1895-1899), dove conseguì la laurea in filosofia nel 1899. Si perfezionò poi in Francia, alla Sorbona (1899-1901) e in Austria, all'Università di Vienna (1902-1904). Fu libero docente in filologia romanza all'Università di Vienna (1904-1906), professore di lingua e letteratura rumena all'università di Černivci nel periodo 1906-1918 e poi rettore dell'università di Cluj-Napoca dal 1919 al 1920. Nel 1918 fu sottosegretario agli Esteri della Bucovina e delegato alla Società delle Nazioni nel periodo 1920-1925.
Sextil Pușcariu fu uno specialista della storia della lingua rumena e della dialettologia, effettuando ricerche di grande valore. Fu membro dell'Accademia rumena dal 1914, e diresse l'Atlasul lingvistic român redatto da Sever Pop ed Emil Petrovici.

## Opere
- Etymologisches Wörterbuch der rumänischen Sprache. I. Lateinisches Element mit Berücksichtigung aller romanischen Sprachen[2], Heidelberg, 1905.
- Studii istroromâne[3], vol. I-III, Bucurest, 1906-1929.
- Zur Rekonstruktion des Urrumänischen[4], Halle, 1910.
- Dicţionarul limbii române (literele A-C, F-L, până la cuvântul lojniţă)[5], Bucurest, 1913-1948.
- Istoria literaturii române. Epoca veche[6], Sibiu, 1921, ed. a II-a, 1930, ed. a III-a, 1936.
- Limba română, vol. I, Privire generală[7], Bucurest, 1940
- Études de linguistique roumaine , Cluj-Bucurest, 1937.
- La letteratura romena, Roma: Istituto per l'Europa orientale, 1923